# Turniej o Srebrny Kask 1974
Turniej o Srebrny Kask 1974 – rozegrany w sezonie 1974 turniej żużlowy z cyklu rozgrywek o „Srebrny Kask”. Wygrał Gerard Stach, drugi był Jerzy Rembas, a Marian Witelus stanął na najniższym stopniu.

## Wyniki finałów
Poniżej zestawienie czołowej piątki każdego z rozegranych 4 turniejów finałowych.

### I turniej
- 29 sierpnia 1974, Leszno

| Msc. | Zawodnik           | Klub                  | Pkt |  |  |
| ---- | ------------------ | --------------------- | --- |  |  |
| 1    | Kazimierz Adamczak | Unia Leszno           | 14  |  |  |
| 2    | Zenon Urbaniec     | Włókniarz Częstochowa | 12  |  |  |
| 3    | Gerard Stach       | Kolejarz Opole        | 12  |  |  |
| 4    | Bolesław Proch     | Falubaz Zielona Góra  | 11  |  |  |
| 5    | Marian Witelus     | Kolejarz Opole        | 10  |  |  |

### II turniej
- 5 września 1974, Rybnik

| Msc. | Zawodnik           | Klub                 | Pkt |  |  |
| ---- | ------------------ | -------------------- | --- |  |  |
| 1    | Gerard Stach       | Kolejarz Opole       | 12  |  |  |
| 2    | Jerzy Rembas       | Stal Gorzów Wlkp.    | 12  |  |  |
| 3    | Kazimierz Bury     | Śląsk Świętochłowice | 10  |  |  |
| 4    | Kazimierz Adamczak | Unia Leszno          | 10  |  |  |
| 5    | Bolesław Proch     | Falubaz Zielona Góra | 10  |  |  |

### III turniej
- 10 września 1974, Gdańsk

| Msc. | Zawodnik            | Klub              | Pkt |  |  |
| ---- | ------------------- | ----------------- | --- |  |  |
| 1    | Marian Witelus      | Kolejarz Opole    | 11  |  |  |
| 2    | Jan Gągolewicz      | Wybrzeże Gdańsk   | 10  |  |  |
| 3    | Jerzy Rembas        | Stal Gorzów Wlkp. | 10  |  |  |
| 4    | Zbigniew Studziński | Motor Lublin      | 9   |  |  |
| 5    | Gerard Stach        | Kolejarz Opole    | 8   |  |  |

### IV turniej
- 19 września 1974, Rzeszów

| Msc. | Zawodnik        | Klub              | Pkt |  |  |
| ---- | --------------- | ----------------- | --- |  |  |
| 1    | Stanisław Nocek | Motor Lublin      | 14  |  |  |
| 2    | Jerzy Rembas    | Stal Gorzów Wlkp. | 13  |  |  |
| 3    | Gerard Stach    | Kolejarz Opole    | 12  |  |  |
| 4    | Marian Witelus  | Kolejarz Opole    | 12  |  |  |
| 5    | Tadeusz Berej   | Motor Lublin      | 10  |  |  |

## Klasyfikacja końcowa
Uwaga!: Odliczono jeden najgorszy wynik.
| Poz | Zawodnik            | Klub                 | LES | RYB | GDA | RZE | Punkty |
| --- | ------------------- | -------------------- | --- | --- | --- | --- | ------ |
| 1   | Gerard Stach        | Kolejarz Opole       | 12  | 12  | 8   | 12  | 36     |
| 2   | Jerzy Rembas        | Stal Gorzów Wlkp.    | 9   | 12  | 10  | 13  | 35     |
| 3   | Marian Witelus      | Kolejarz Opole       | 10  | 7   | 11  | 12  | 33     |
| 4   | Bolesław Proch      | Falubaz Zielona Góra | 11  | 10  | 8   | 4   | 29     |
| 5   | Kazimierz Adamczak  | Unia Leszno          | 14  | 10  | 2   | –   | 26     |
| 6   | Stanisław Nocek     | Motor Lublin         | 4   | 4   | 8   | 14  | 26     |
| 7   | Zbigniew Studziński | Motor Lublin         | 7   | 8   | 9   | 6   | 24     |
| 8   | Tadeusz Berej       | Motor Lublin         | 8   | 5   | 6   | 10  | 24     |
| 9   | Kazimierz Bury      | Śląsk Świętochłowice | 4   | 10  | 8   | –   | 22     |
| 10  | Mieczysław Woźniak  | Stal Gorzów Wlkp.    | 9   | 8   | 4   | –   | 21     |
| 11  | Eugeniusz Błaszak   | Start Gniezno        | 2   | 9   | 7   | 4   | 20     |
| 12  | Andrzej Zagórski    | Wybrzeże Gdańsk      | 7   | 5   | 8   | –   | 20     |
| 13  | Jan Gągolewicz      | Wybrzeże Gdańsk      | 0   | 2   | 10  | –   | 12     |

| Kolor   | Wynik      |
| ------- | ---------- |
| Złoty   | Zwycięzca  |
| Srebrny | 2. miejsce |
| Brązowy | 3. miejsce |